# Volleyball-Südamerikameisterschaft der Männer 1951
Die Volleyball-Südamerikameisterschaft der Männer 1951 (spanisch Campeonato Sudamericano Masculino de Voleibol de 1951) fand vom 15. bis 22. September 1951 im Ginasio de Fluminense in der brasilianischen Stadt Rio de Janeiro statt. Die erste Austragung der Südamerikameisterschaft gewann Brasilien vor den Nationalmannschaften aus Uruguay und Peru. Die Meisterschaft wurde im Modus Jeder gegen Jeden ausgetragen.

## Spielplan
| Datum      | Mannschaft 1 | Sätze | Mannschaft 2 | Satz 1 | Satz 2 | Satz 3 | Satz 4 |
| ---------- | ------------ | ----- | ------------ | ------ | ------ | ------ | ------ |
| 15.09.1951 | Brasilien    | 3:0   | Argentinien  | 15–3   | 15–11  | 15–8   |        |
| 17.09.1951 | Uruguay      | 3: A  | Peru         |        |        |        |        |
| 18.09.1951 | Brasilien    | 3:0   | Peru         | 15–5   | 15–10  | 17–15  |        |
| 20.09.1951 | Uruguay      | 3:1   | Argentinien  | 15–4   | 15–3   | 10–15  | 15–8   |
| 21.09.1951 | Peru         | 3: A  | Argentinien  |        |        |        |        |
| 22.09.1951 | Brasilien    | 3:0   | Uruguay      | 15–8   | 15–9   | 15–4   |        |

## Abschlusstabelle
| Platz | Mannschaft  | S | N | BPQ B   | Sätze |
| ----- | ----------- | - | - | ------- | ----- |
| 1.    | Brasilien   | 3 | 0 | 1,877   | 9:0   |
| 2.    | Uruguay     | 2 | 1 | 1,013 A | 6:4 A |
| 3.    | Peru        | 1 | 2 | 0,638 A | 3:6 A |
| 4.    | Argentinien | 0 | 3 | 0,520 A | 1:9 A |